# Самурайські обладунки

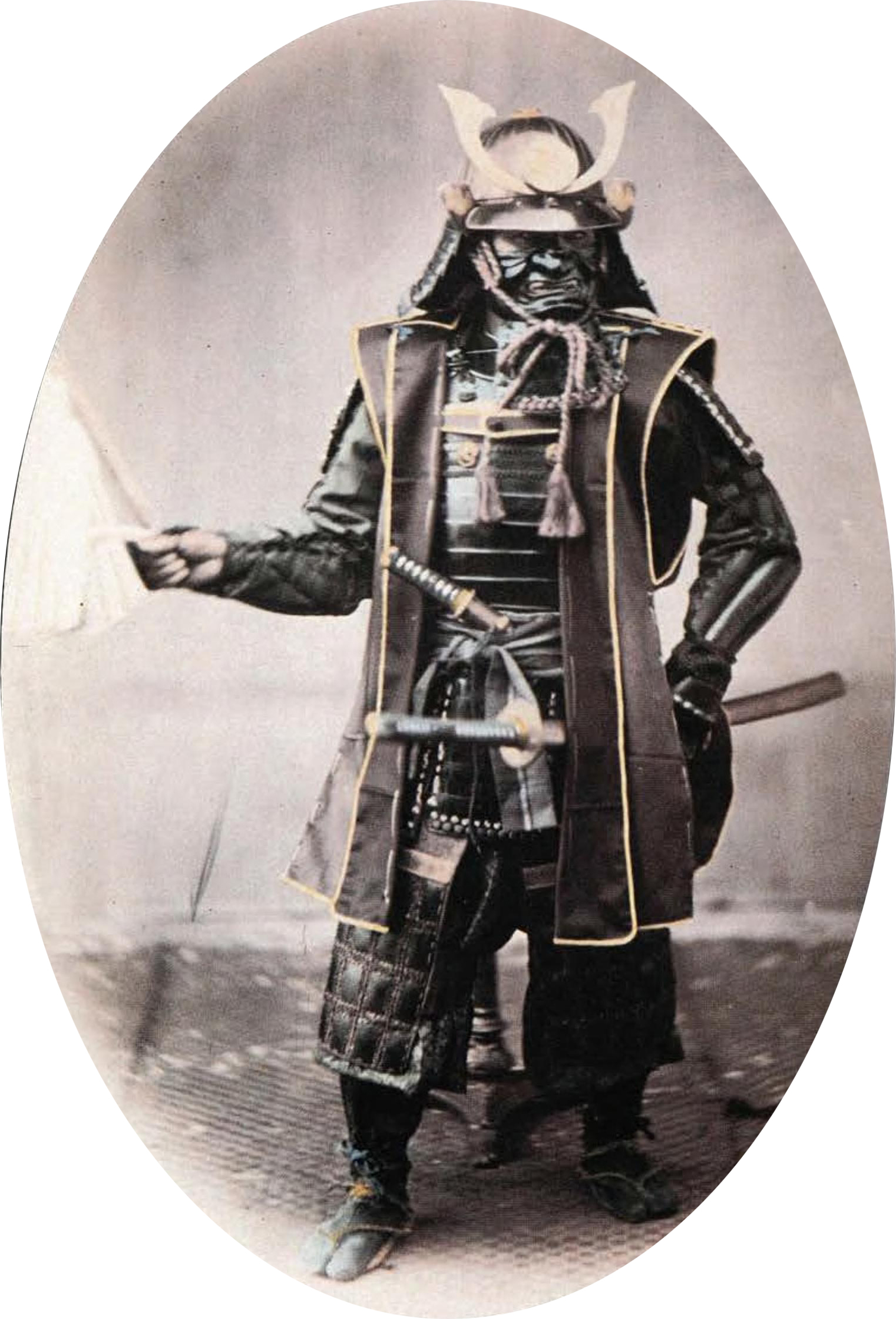
Самурай в окегава-до з шинним захистом кінцівок і бригантинними набедренниками

Самурайські обладунки (яп. 甲冑, латиніз.: katchū) — загальна назва різних обладунків, що використовувалися в Японії в різні періоди та відрізнялися різною конструкцією. Робилися з металевих пластин, покритих лаком (для захисту від іржі) і з наклеєною на них шкірою. У класичних обладунках самих пластин майже не видно з-за рясної шовкової шнурівки, яка покривала майже всю поверхню пластин (пластини кріпилися один до одного шовковими шнурами куміхімо).

## Обладунки до епохи самураїв

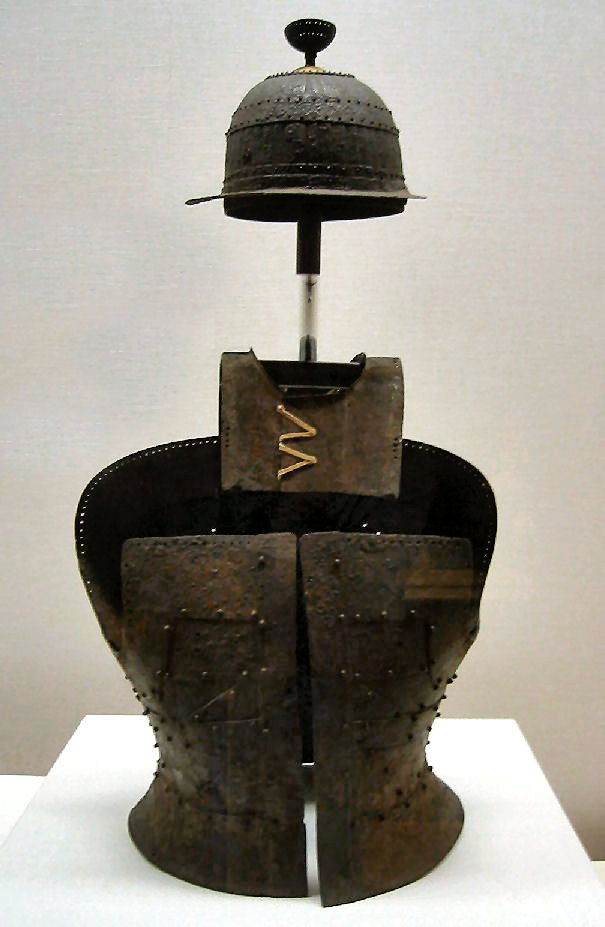
Танко, період Кофун, V століття н. е.

### Танко (短甲)
Дослівно — «короткий обладунок». Танко є найдавнішим японським залізним обладунком і мав у своїй основі зроблену за формою тіла кірасу, склепану (або, можливо, в окремих випадках надійно стягнуту шнурами) з окремих залізних смуг і відтворює форму більш раннього обладунку зі шкіри, схожого на шкіряний корсет. На тілі така кіраса утримувалася без плечових ременів, внаслідок звуження на поясі, зверху залишаючись відкритою; її доповнювали панцерні намиста (свого роду горжет), гнучкі ламінарні наплічники до ліктів і довга ламінарна спідниця. Також з цим обладунком носилися трубчасті поручі з ламеллярними полурукавицями, частково прикривають кисть (залишаючи пальці відкритими), і шолом з невеликим гребенем, що виступає вперед, як дзьоб, і ламінарним запотиличником характерною японської форми — півколом. Наголінники були відсутні.

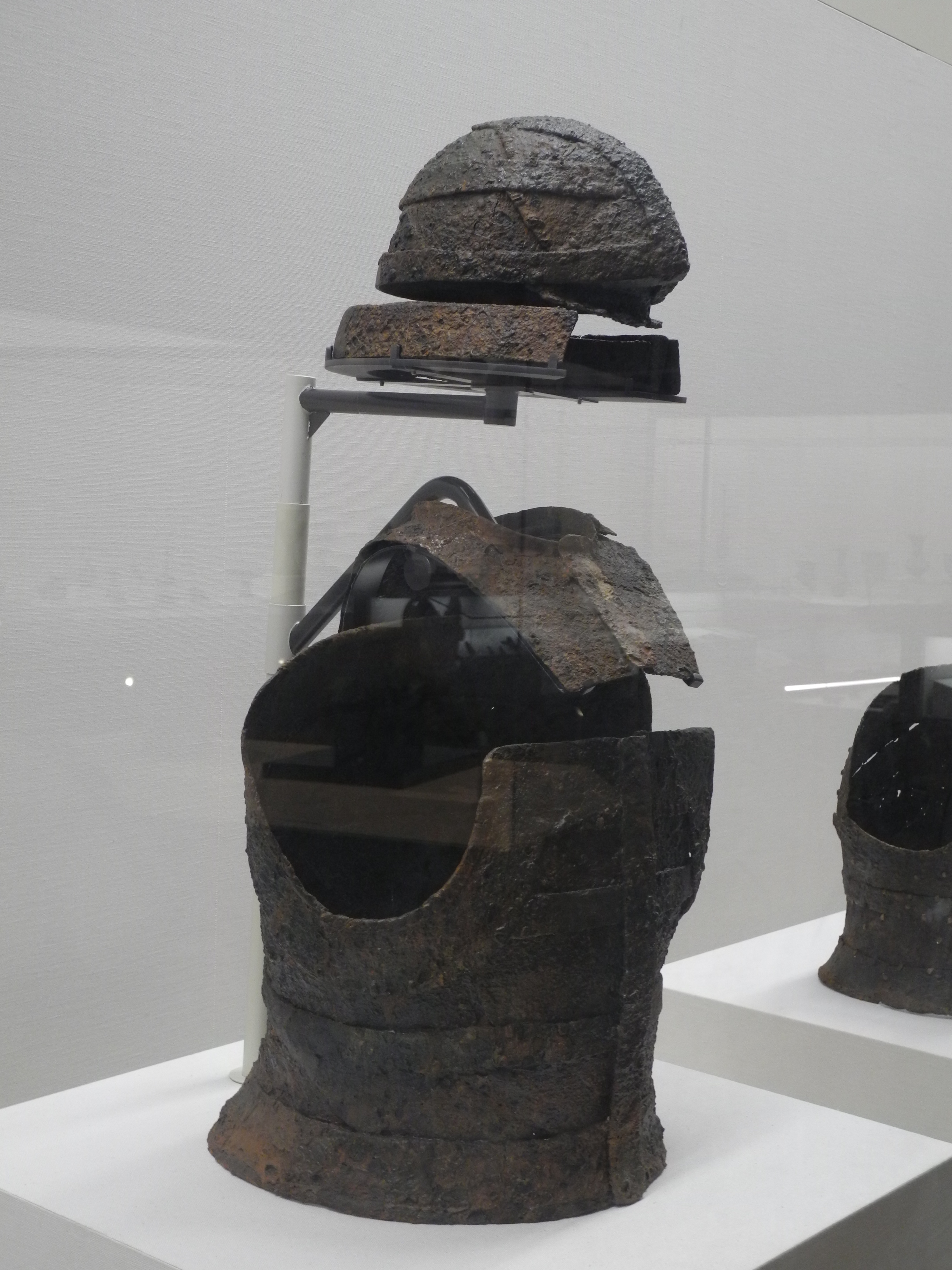
Танко. Токійський національний музей

Через свої конструктивні особливості танко був призначений виключно для пішого бою — сісти в ньому на коня було неможливо. В іншому, за своєю конструкцією він був вельми досконалий, і, якщо не брати до уваги істотним недоліком відсутність поножів, забезпечував в пішої рукопашної набагато кращий захист, ніж більш пізні кодзан-до завдяки жорсткій панцерній кірасі.
Дуже схожі на танко кіраси використовувалися також в Кореї епохи Трьох Царств, що змушує деяких дослідників говорити про континентальне походження цього типу обладунку.
|  |  |

### Кейко (挂甲)
«Символ обладунок» — частково стилізована під танко різновид класичного для Східної Азії ламеллярного обладунку з пов'язаних одна з одною пластин, що кріпиться на плечах (звідси назва — кейко «звисав» з плечей воїна) і з коротшою щодо танко спідницею з розрізами. Був створений після того, як в Японію з континенту проникли традиції кінного бою. Танко виявився для нього абсолютно непридатним, а імпортних ламелляров з Кореї та Китаю не вистачало на всіх вершників (коні, на відміну від обладунків, вміли розмножуватися). Оскільки кейко, на відміну від точно підігнаного по фігурі танко, був безрозмірним, то і поручі стали часто робити безрозмірними — шинної конструкції. Гребінь-дзьоб на шоломі зник і поступився місцем козирка.
Згідно зі зростанням популярності кінного бою обладунки танко виявилися повністю витіснені ламеллярною кейко, оскільки основні замовники танко перейшли на кінний бій і тепер носили кейко, а ті, хто боровся пішки, не могли дозволити собі замовити танко (який виготовлявся точно по фігурі замовника). Проте ці типи обладунку співіснували протягом досить тривалого періоду часу.

## Класичні самурайські обладунки - кодзан-до

Наплічник- «Погон»
о-соде

### О-йерой (大鎧)

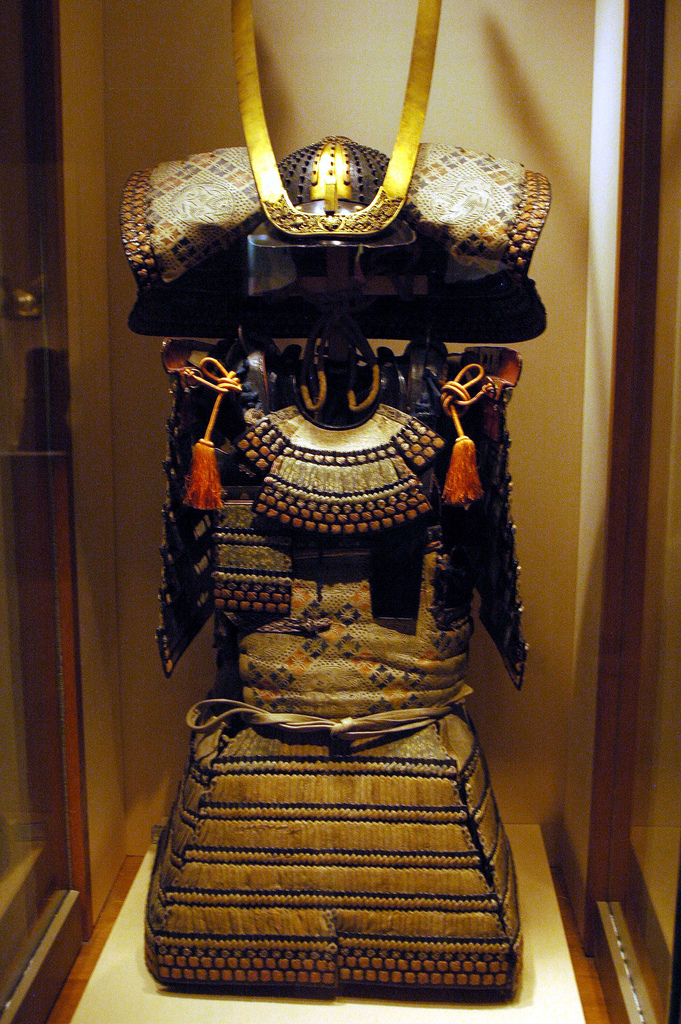
О-йерой (зверніть увагу на типову для О-йерой «горбатість» грудей)

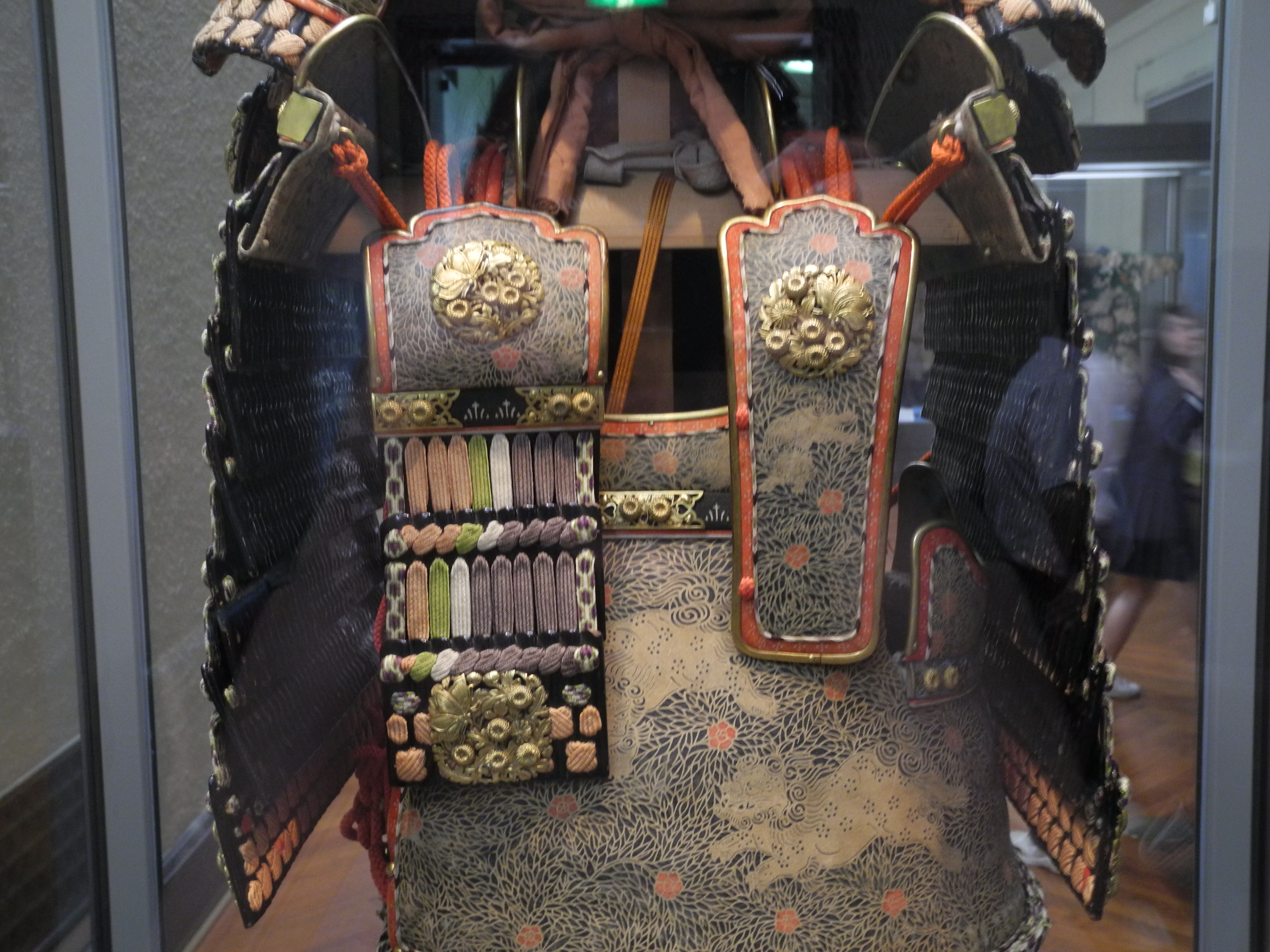
Пластини Сендай-но іта (зліва) і Кюбі-но іта (праворуч) закривають легко вразливі місця прикріплення застібок

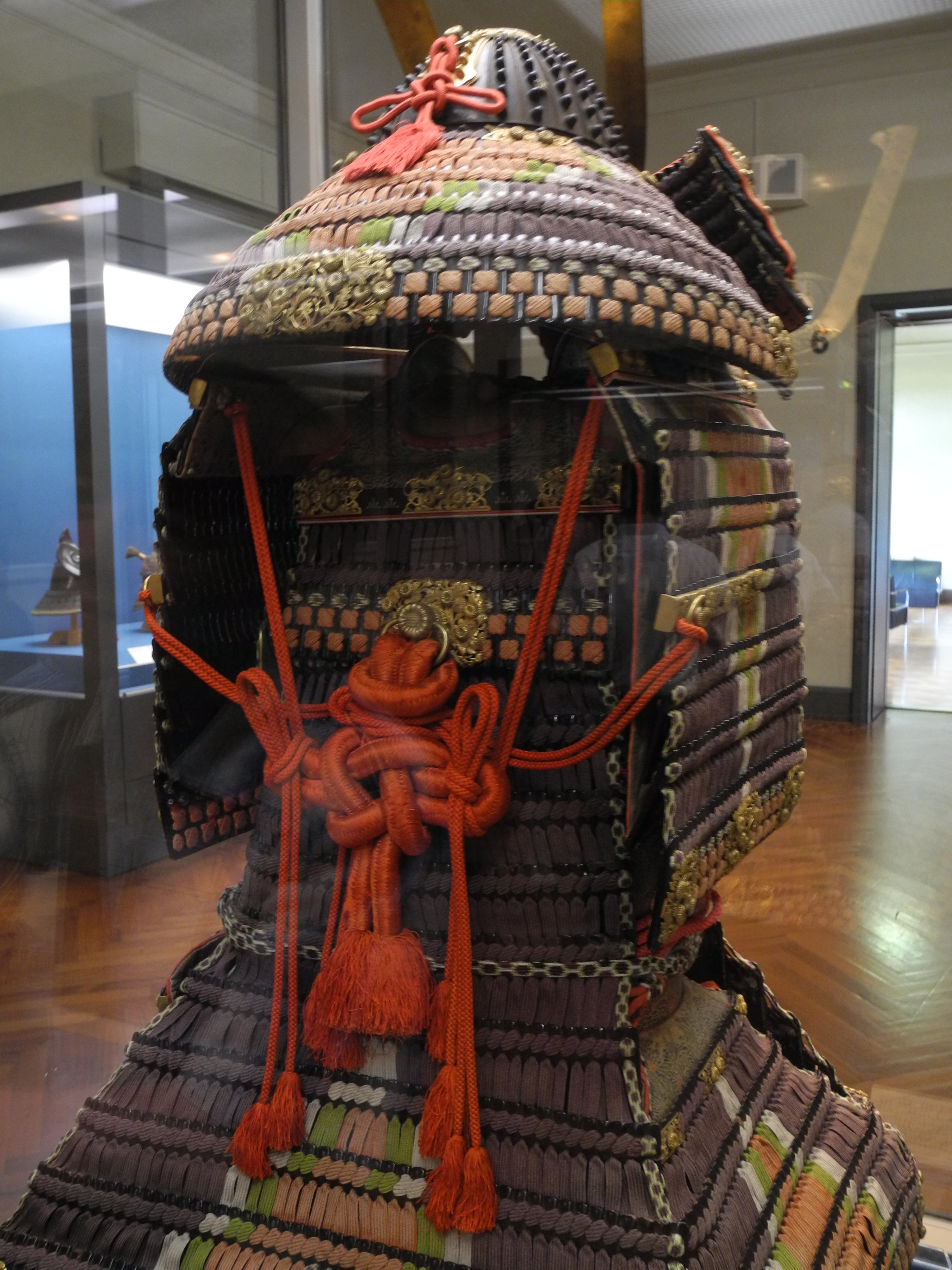
Агемакі - великий бант, призначений для утримання наплічники соде

Буквально «великий обладунок» — найкласичніший обладунок, який носили й в більш пізній час як знак престижу, який мав ламеллярну конструкцію. Вищим шиком вважалося носити справжній фамільний обладунок, що зберігся з епохи Гемпей і брав участь в будь-якій знаменитій битві цієї епохи, безліч легендарних (і антикварних одночасно) обладунків в робочому стані коштували надзвичайно дорого (правда, з появою вогнепальної зброї ці обладунки з бойових перетворилися в парадні). Характерною особливістю цих обладунків були величезні наплічники о-соде, що перетворилися в більш пізні епохи в аналог генеральських погонів і носилися з обладунками інших конструкцій як символ високого статусу їх носія. Цей обладунок був призначений перш за все для кінного лучника, при стрільбі з лука наплічники з'їжджали назад, не заважаючи стріляти, а при опусканні рук з'їжджали назад, закриваючи руки (для порівняння: європейські наплічники настільки заважали стрільбі, що навіть ті з англійських лучників, які могли дозволити собі хороший обладунок, ніколи не носили наплічники), крім того, груди обладунку прикривалися лакованою шкіряною пластиною (що виглядає як кіраса), призначеної для того, щоб тятива лука не чіплявся за плетіння ламелляра.
Іншою характерною особливістю цього ламелляра було гранично жорстке плетіння пластин — настільки жорстке, що якщо для не японських ламелляров була характерна гнучкість, то для о-йерой було характерно відсутність гнучкості, у зв'язку з чим захист корпусу чітко ділився на чотири непохитні частини — нагрудник, наспинник і дві бічні частини, одна з яких (на правий бік) була окремою. Для шоломів було характерно наявність спеціальних одворотів запотиличника (йшов півколом і закривав не тільки потилицю), призначених для захисту особи від стріл збоку. Невіддільним атрибутом о-ерой (і кінного самурая взагалі) була спеціальна накидка — хоро, кріпиться до шолома і на попереку, призначена для зниження імпульсу стріл, пущених в спину.
Починаючи з XIII століття (в період відсутності воєн) о-йерой стали робити з дуже дрібних пластин, через що існують дві протилежні точки зору:
- це покращило захист, тому що завдяки цьому обладунок ставав більш в'язким і його важче було пробивати стрілами
- це погіршило захист через те, що мало того, що дрібні пластини менш міцні, так їх ще й рясно перфорували, ще більш знижуючи міцність; більш того, тоді ж була тенденція в декоративних цілях рясно перфорувати шоломи заради прикраси їх декоративними заклепками, а з початком епохи міжусобних війн обладунки стали робити з більших пластин

але всі згідні з тим, що обладунок з дуже дрібних пластин коштував значно дорожче, ніж з великих (за винятком фамільних реліквій з великих пластин, що зберігалися ще з епохи Гемпей і оцінювалися як неоціненні).

### До-мару (胴丸)

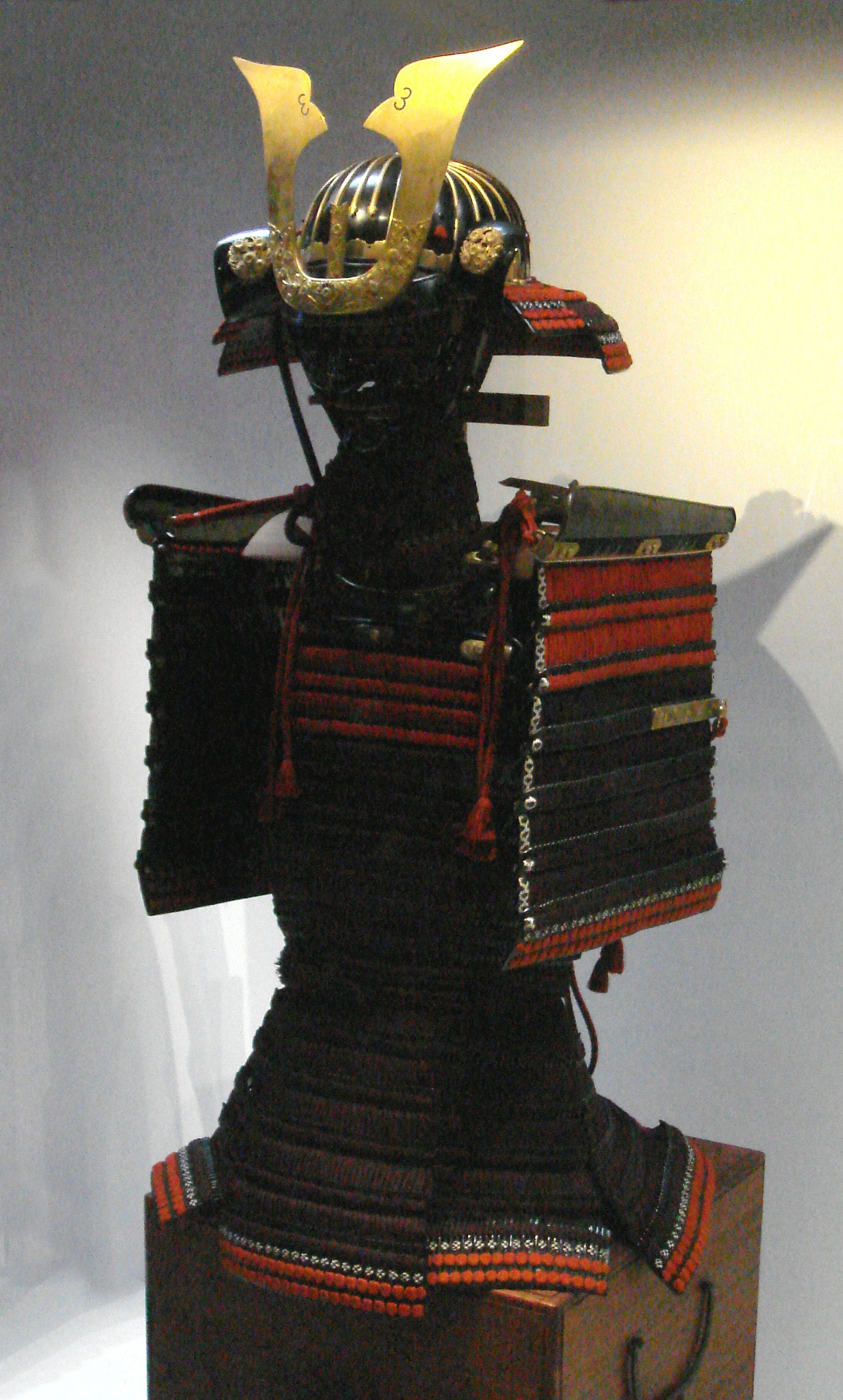
До-мару

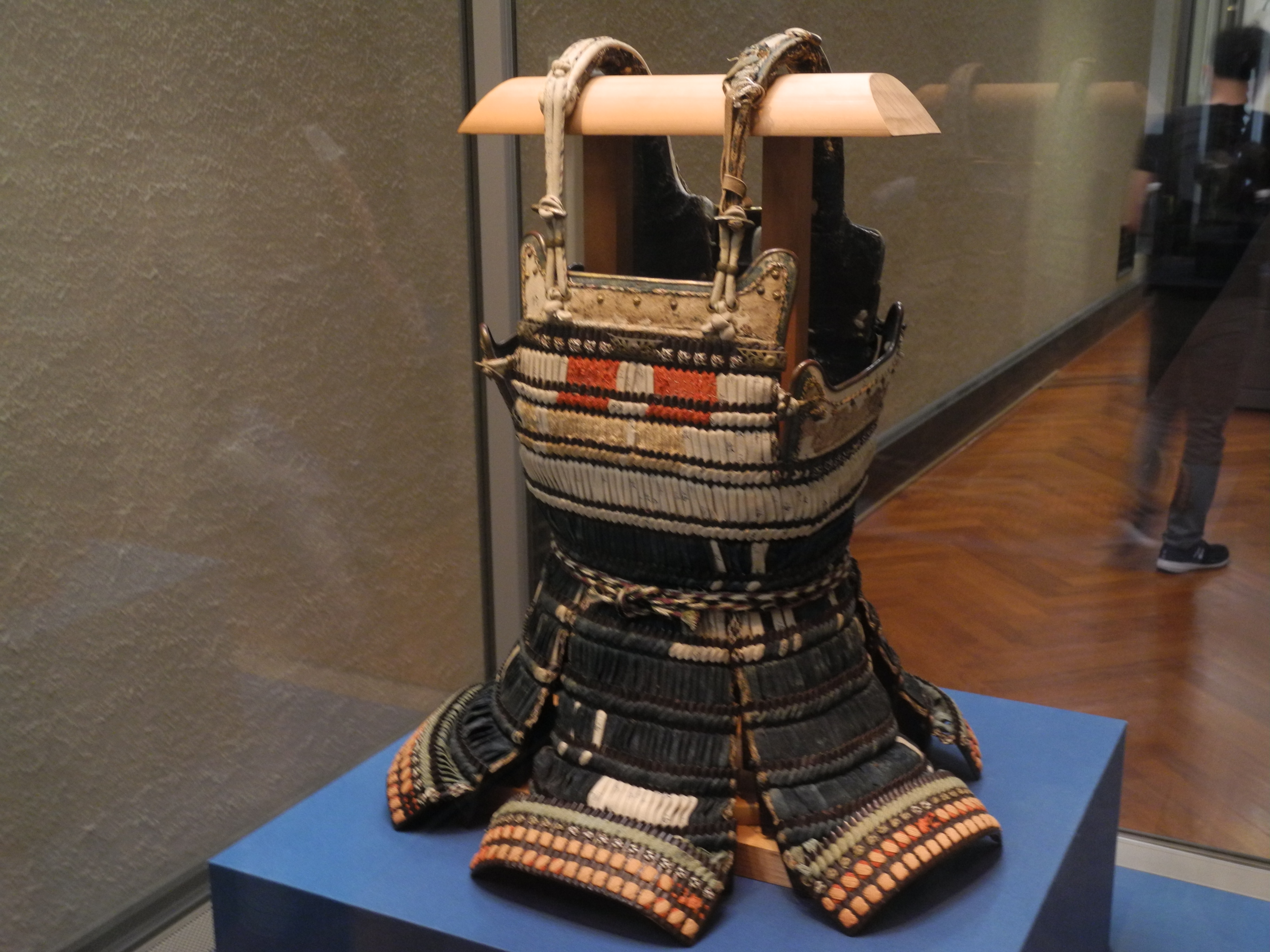
До-мару. Токійський національний музей

Буквально «навколо тіла» — ламеллярний обладунок, який, на відміну від о-йерої, призначений для пішого бою і самостійного одягання (без допомоги слуг), оскільки спочатку носився слугами, що супроводжували кінного бусі в бій пішки. Але після появи піших бусі став носитися і ними.
- Пояснення: в середині Хейан словом самурай називали піших воїнів (маючи на увазі збройних слуг і професійних солдатів), а кінних лучників називали бусі, але до кінця Хейан, слово самурай стало синонімом бусі, і в епоху Гемпей, самурай вже мислився виключно як кінний лучник. Але після спроби монгольської навали, зі збільшенням числа самураїв знову з'явилися піші самураї.

До відмінних рис до-мару, відносять менш жорстке плетіння, застібання на правому боці (без додаткової окремої частини на правий бік), мінімальні наплічники — гьойо, простіше плетіння ламелляра і зручна для бігу спідниця з більшої кількості секцій.
При цьому бусі носили до-мару бажаючи підкреслити свій статус надягали до них великі наплічники — о-соде (від обладунку о-йерої), а мінімальні наплічники — гьойо зсовували так, що вони прикривали пахви спереду.

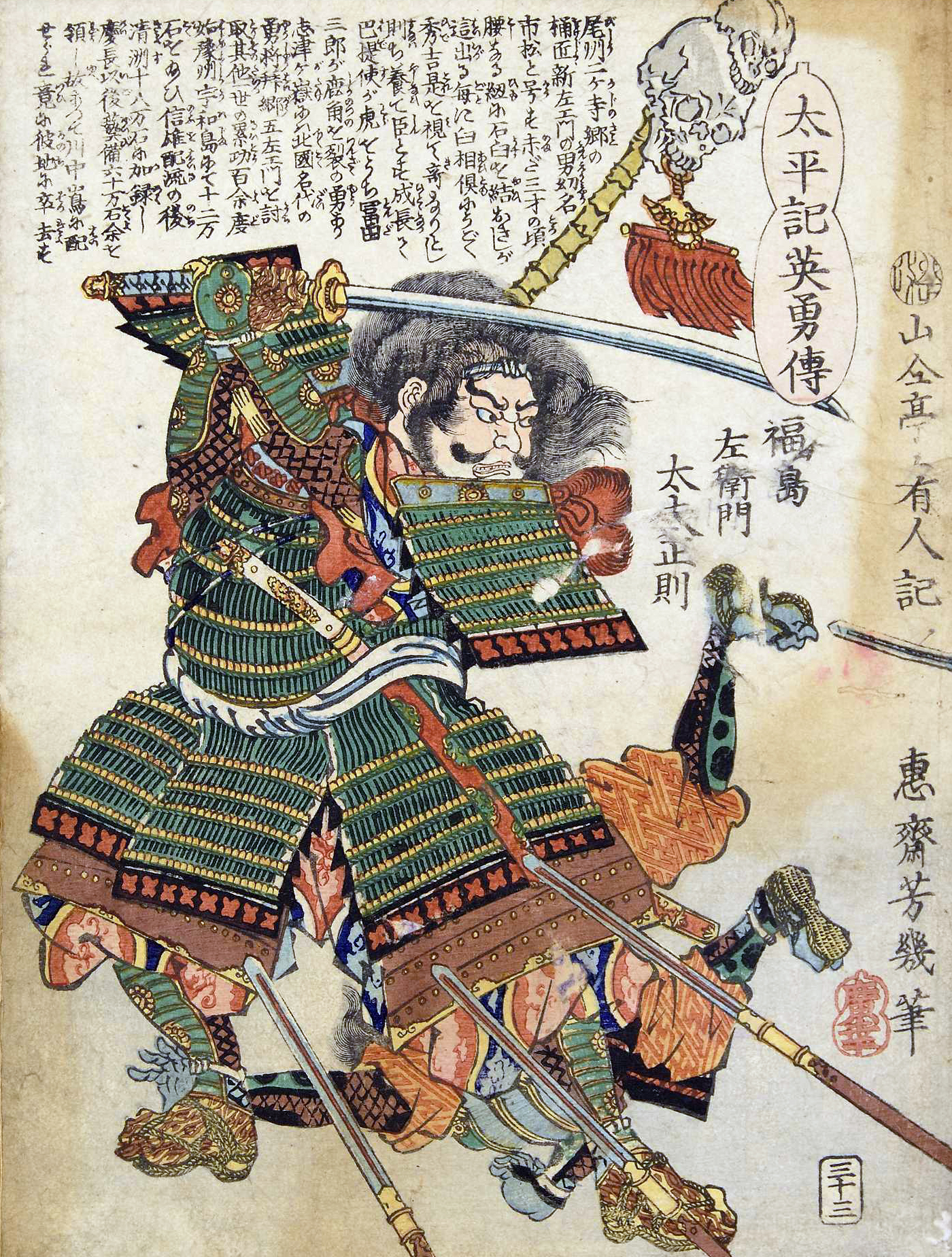
Фукусіма Масанори в обладунках до-мару. Гравюра Утагава Йосііку

### Мару-до-йерой
Гібрид о-йерой і до-мару, з великими наплічниками, лакованої шкіряною нагрудною пластиною та іншою атрибутикою о-йерої, але більш практичний для пішого бою.

### Харамакі (腹巻)

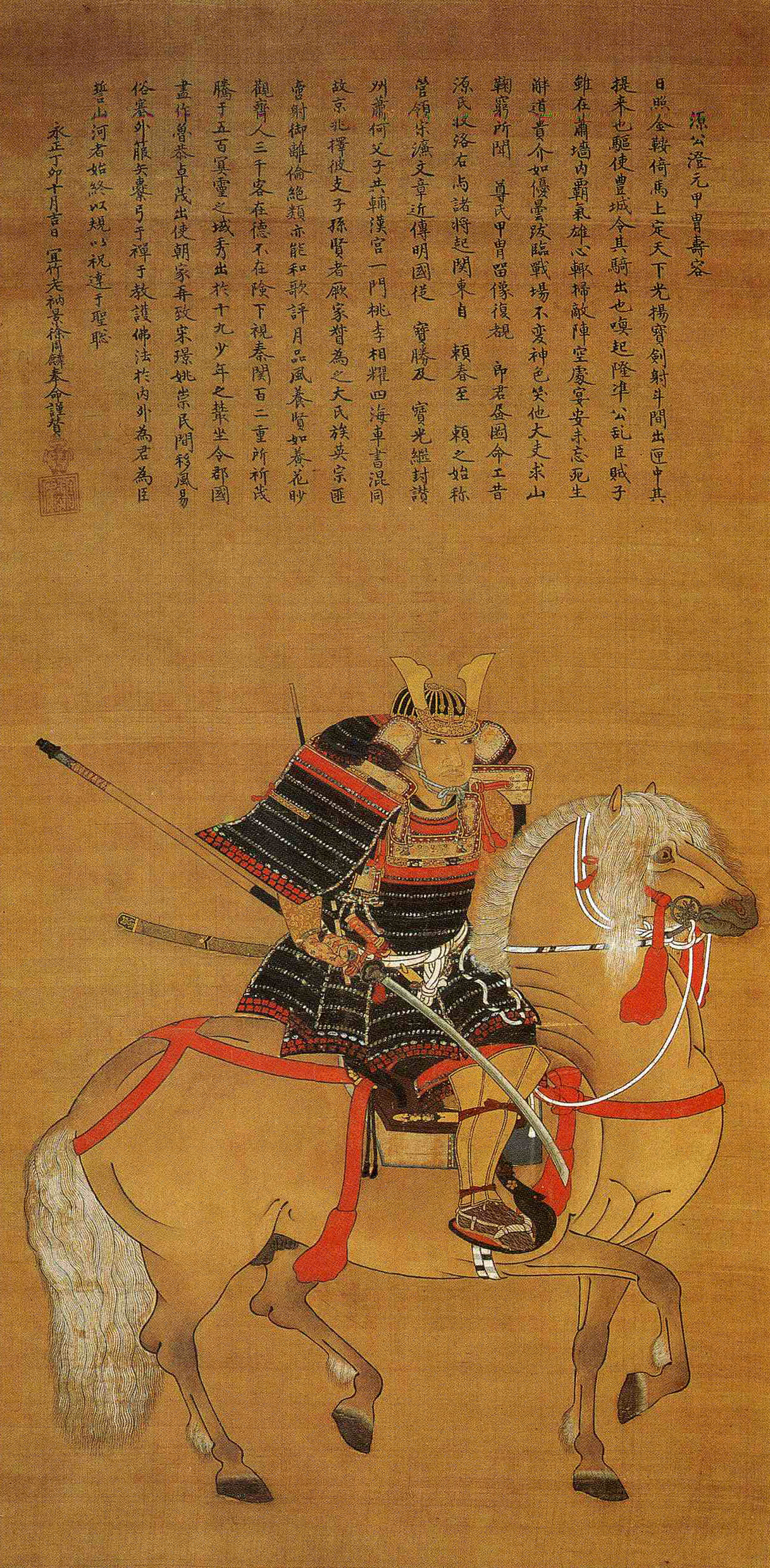
Кано Мотонобу. Кінний портрет Хосокава Сумімото (1489-1520) в обладунках харамакі. 1507 р

Буквально «обмотка навколо живота» — вдосконалений до-мару, призначений для самураїв, головне конструктивна відмінність якого від до-мару полягало в тому, що він застібався на спині, а місце застібання захищалося зверху додатковою ламеллярною секцією, іменованою пластини боягуза — се-іта. Крім великих наплічників — о-соде, з харамакі носилися також і вдосконалені наплічники призначені для пішого бою — цубо-соде і хиро-соде, не такі помпезні як про-соде, але більш практичні та не зісковзувати вниз-назад, відкриваючи плече при піднятті руки вгору.

### Йорой-харамакі
Помпезна назва для харамакі носиться без пластини боягуза — се-іта.

### Хараате
Буквально «захист живота» — ламінарний нагрудник, спочатку носився асігару, в комплекті з напівмаскою — хаппурі, що закриває лоб і щоки (дешевих шоломів для асігару тоді ще не було). Але потім став носитись також і деякими самураями високого рангу як обладунок під одягом (благо металеві пластини були покриті шкірою і не видавали брязкотом своєї присутності).

## Перехідний-обладунок — Могамі-до
Ламінарний аналог до-мару або харамакі (відповідно могамі-до-мару і могамі-харамакі), в ранніх варіантах складається з рясно-перфорованих смуг, через які проходила рясна шнурівка, старанно імітує справжні дрібні пластинки, для більш переконливої імітації пластини мали зубці й рельєф, що імітують накладені один на одного дрібні пластинки. Попри велику жорсткість конструкції в порівнянні з ламеллярамі, обладунки могамі-до розглядалися сучасниками лише як дешева підробка. З появою більш досконалих мару-до, могамі-до перестав імітувати ламелляр (приховувати свою ламінарну природу), і продовжував виготовлятися аж до появи окегава-до, але вже як явний ламінарний обладунок.

## Самурайські обладунки епохи Сенгоку — тосей-гусоку (当世具足)

### Мару-до
Ламінарний аналог до-мару покращеної конструкції, з більш оптимальним розподілом ваги обладунку, який тепер не тиснув вагою на плечі, а лягав частково на стегна, також був покращений захист верхньої частини грудей і пахв і збільшено кількість рядів ламінарії. Також з'явився бригантинний комір, розширені краї якого служили невеликими додатковими (внутрішніми) наплічниками. Як правило мару-до були рясно перфорованими та подібно могамі-до імітували ламелляр, від чого мали повну назву кіруцуке-кодзане-мару-до — буквально ару-до з фальшивих маленьких пластин.

### Хон-кодзане-мару-до
Буквально мару-до зі справжніх дрібних пластинок — ламеллярний аналог мару-до зі справжніх химерно-дрібних пластинок (що відрізняється від оригінального до-мару поліпшеною конструкцією, як у мару-до), створений для тих, хто зневажливо ставився до ламінарної збруї як до задешевої, вважаючи нижче власної гідності їх носити.
Дві протилежні точки зору на існування хон-кодзане-мару-до:
- справжні дрібні пластинки були кращим захистом, ніж ламінар тому, що подібна композитна конструкція з композитних пластин (метал, обклеєний шкірою і покритий лаком) розташованих з багаторазовим перехлестом і рясно прошитих шовковим шнуром була дуже в'язкою і була найкращим захистом від стріл
- крайній консерватизм і вигадливе естетство були причиною існування подібного анахронізму

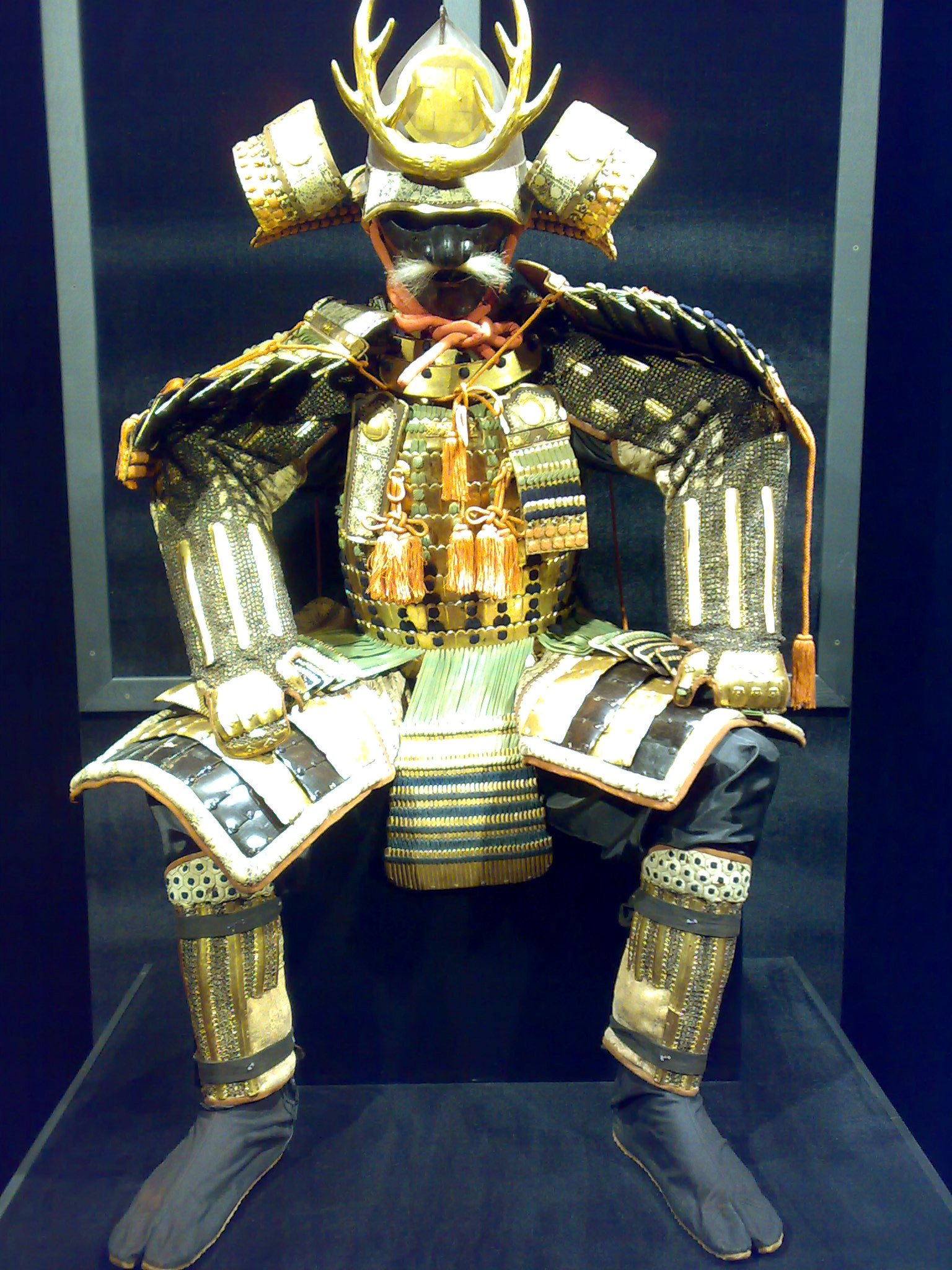
Хон-ійодзане-нуінобе-до

### Нуінобе-до (Хон-ійодзане-нуінобе-до)
Ламеллярний обладунок покращеної конструкції з великих платівок з мінімальним перехлестом (званих ійодзане) і рідкісною шнурівкою, призначений для тих, хто хотів справжній ламелляр, але не міг дозволити собі справжній хон-кодзане-мару-до.

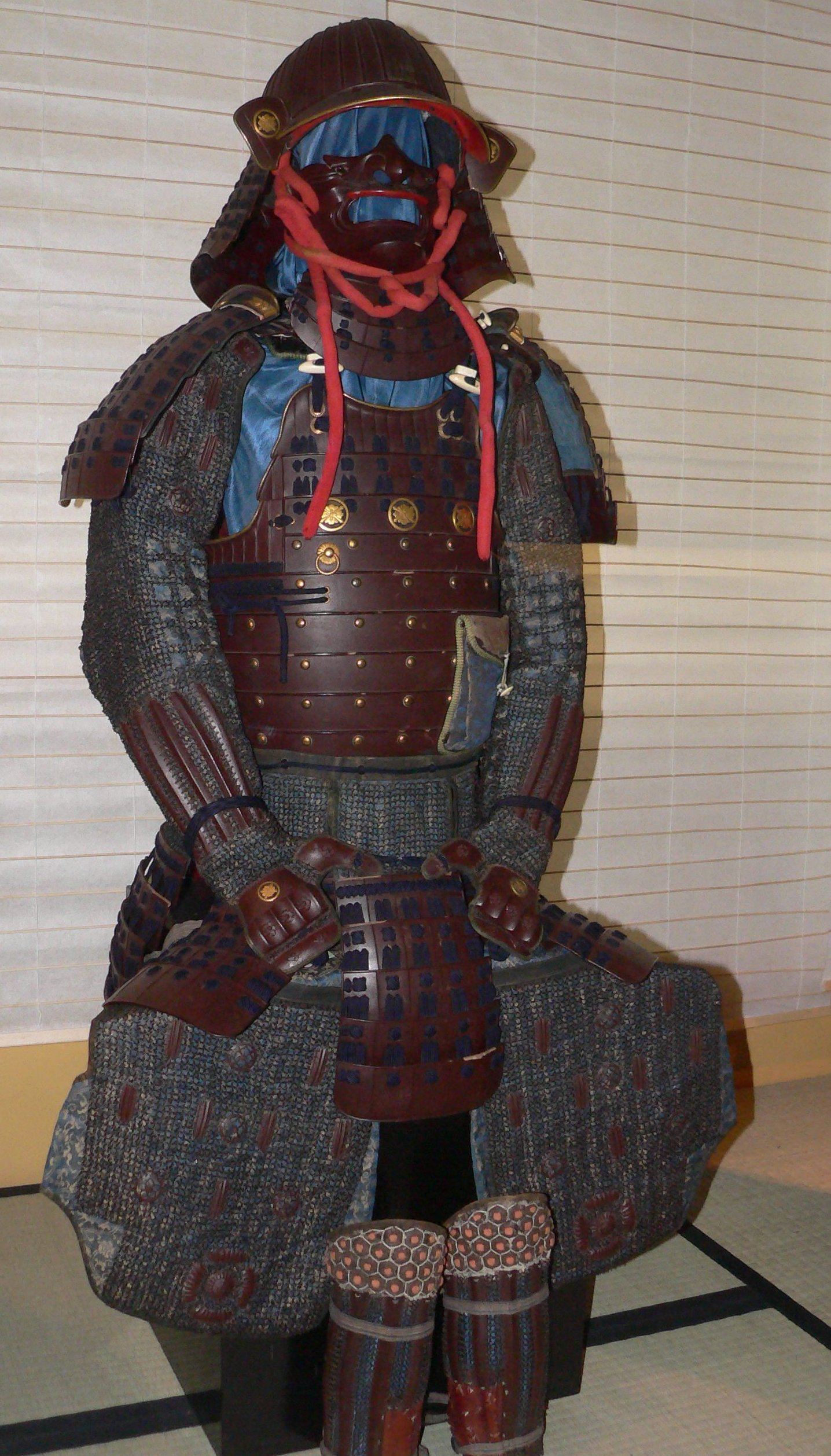
Окегава-до

### Окегава-до
Буквально «кіраса-бочка» — обладунок з кірасою зі склепаних смуг, іноді з декоративними заклепками (які могли мати форму герба — мон). Смуги могли бути як горизонтальними — йокохагі-окегава-до, так і вертикальними — татехагі-окегава-до.

### Хісі-тодзі-до (Хісі-нуі-до)
Різновид окегава-до з перфорацією для плетіння шнура з вузлами у вигляді «X» (плетіння — Хісі-тодзі) з метою імітації ламінара.

### Унаме-тодзі-до (Мунеменуі-до)
Різновид окегава-до з горизонтальних смуг перфорованих по краях, з метою прикраси шнуром плетені горизонтальної рядком.

### Дангае-до
Обладунок в змішаному стилі, наприклад груди, як у хісі-нуи-до, а живіт як у мару-до (в стилі кіріцуке-кодзане-мару-до, що імітує ламелляр).

### Хотоке-до

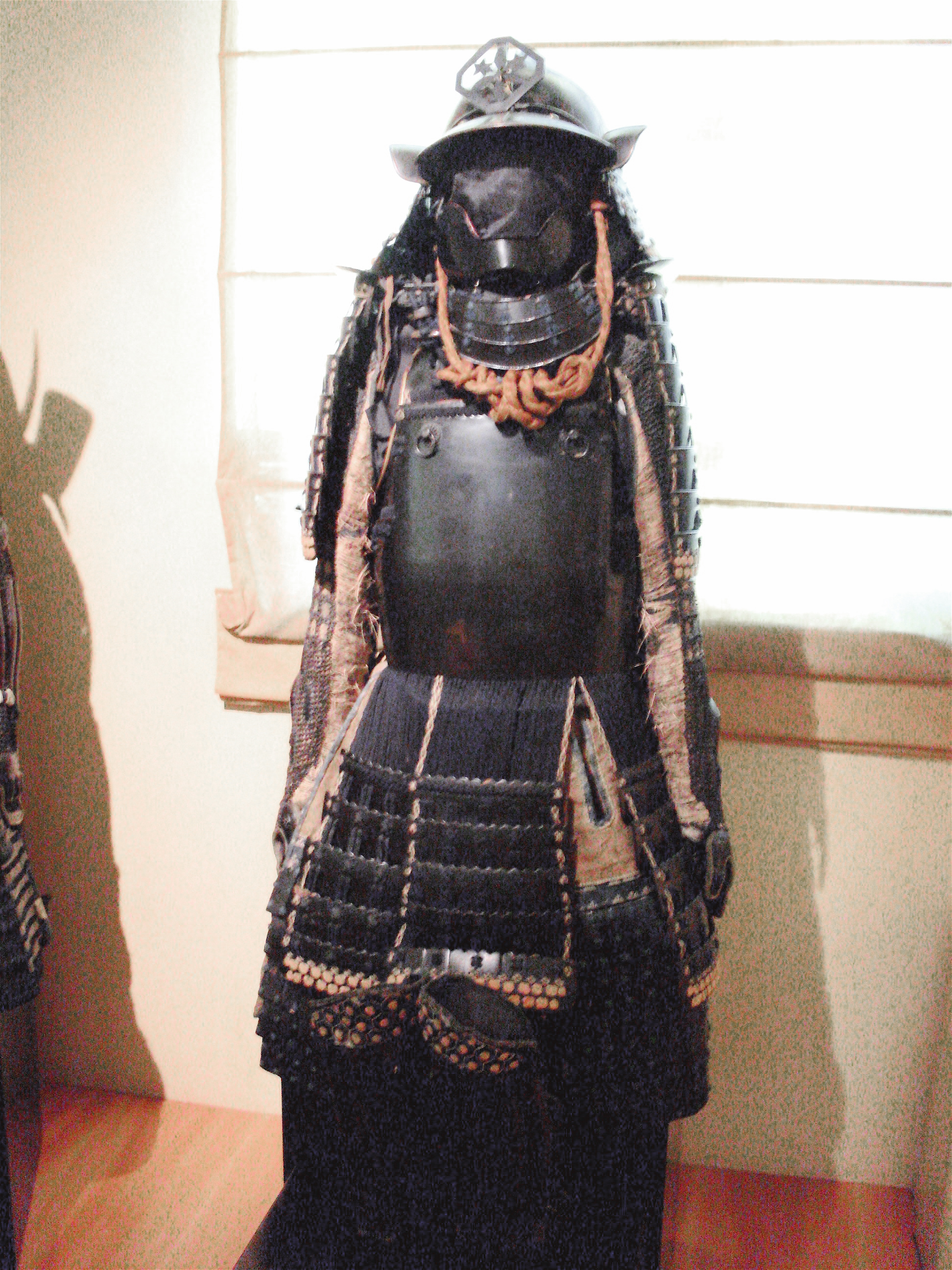
Хотоке-довидно що кіраса має характерну для Японії форму, але при цьому не складається зі смуг, а є гладкою

Буквально «груди Будди» — обладунок з цільної на вигляд кірасою, кіраса могла бути як дійсно цілісною, так і зі смуг (окегава-до), стики яких ретельно заполіровані.

#### Утідасі-до

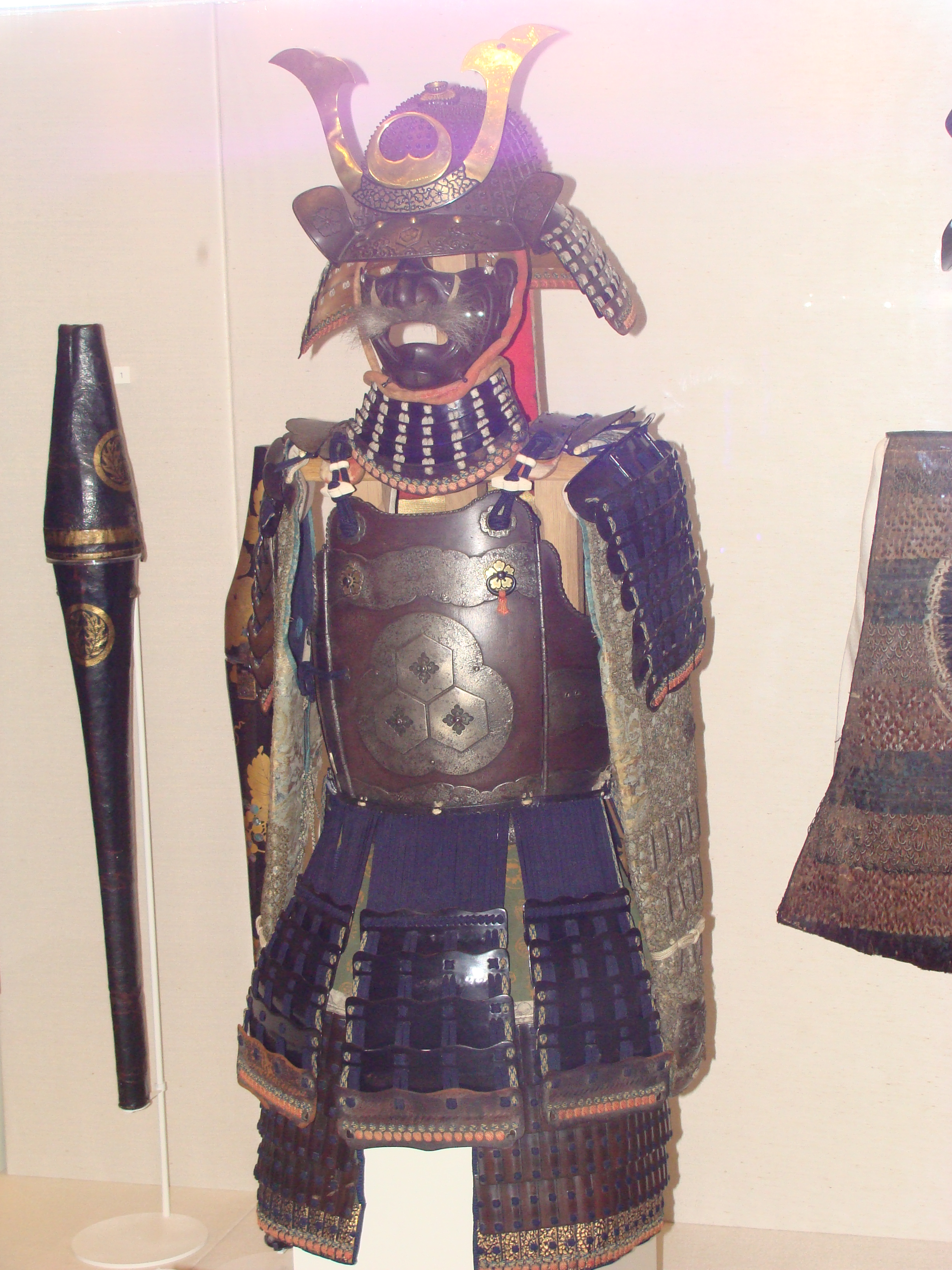
Утідасі-до

Після закінчення міжусобних воєн Сенгоку, набула поширення різновид, що називається утідасі-до і відрізняється від звичайних гладких хотоке-до рясними прикрасами з карбування та гравіювання (під час воєн Сенгоку подібні прикраси вважалися занадто небезпечними для власника, бо за прикраси могло зачепитися вістря зброї, яке в разі гладкого обладунку просто зіслизнуло би з нього).

### Ніо-до
Буквально «груди Ніо» — обладунок з кірасою у вигляді оголеного торса буддійських стражників — Ніо, яка на відміну від м'язових кірас Греції та Риму, мускулистість була необов'язковою: торс нерідко зображувався на межі виснаження, а часом навпаки покритим пластами жиру.

#### Катахада-нугі-до
Буквально «кіраса з оголеним плечем» — різновид нио-до з кірасою у вигляді оголеного торса з накинутою через одне плече рясою.

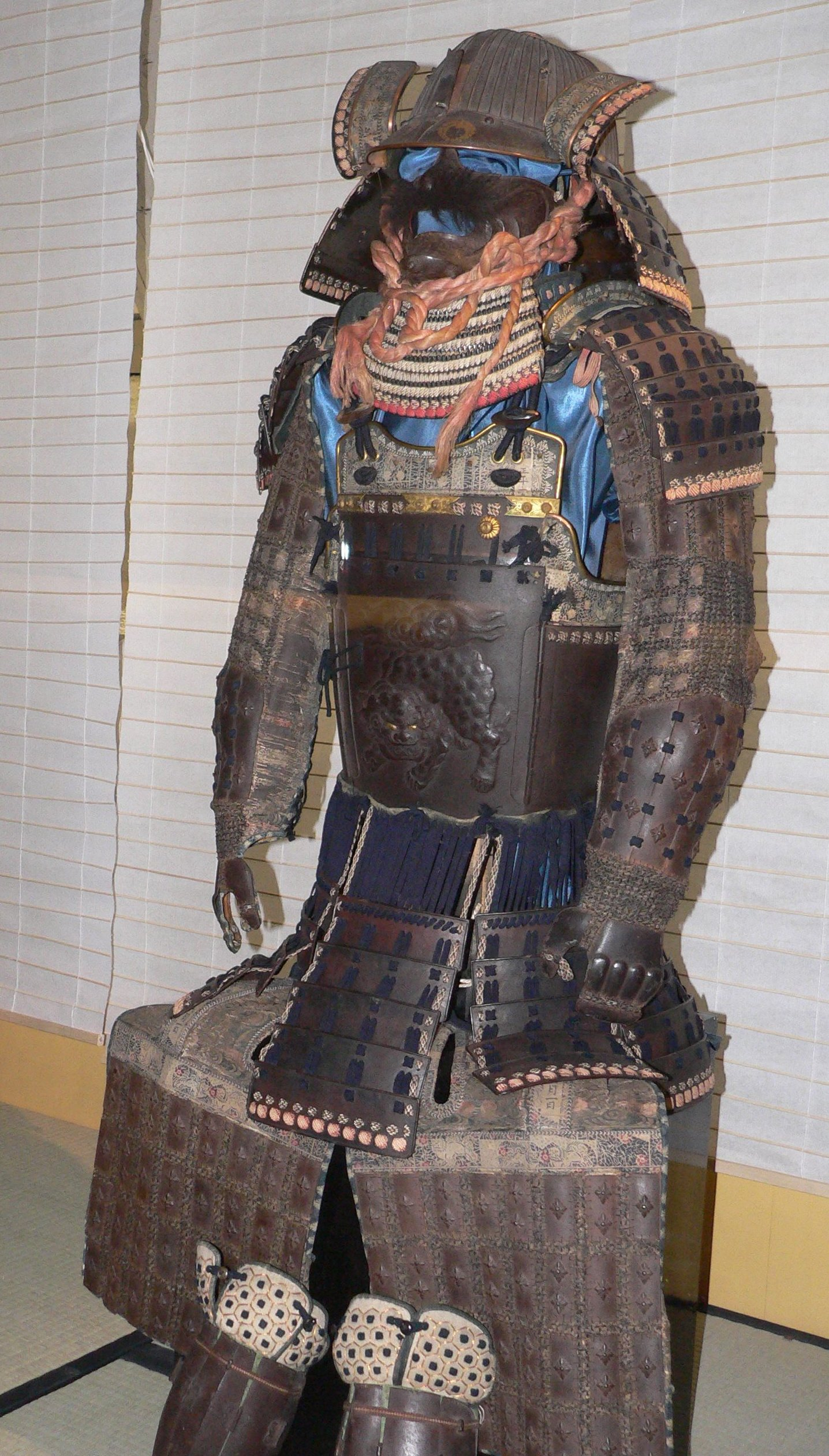
Юкіносіта-до

### Юкіносіта-до (Сендай-до)
На ім'я творця — Юкіносіта Денсітіро Хісаіе (або Сендай-до — за місцем виробництва), фактично японський варіант зерцала, що складається з п'яти частин: передньої, задньої та трьох бічних (на правому боці дві пластини розташовувалися з перехлестом). Така конструкція з п'яти частин — Гоман-до, що не була унікальною, але саме варіант майстра Юкіносіта (зі зовнішніми шарнірами та цільними пластинами) виявився найбільш вдалим і міцним.

### Яро-до
Дуже дорогий обладунок, весь покритий для залякування ведмежою шкурою та іноді забезпечуються величезними буйволячими рогами.

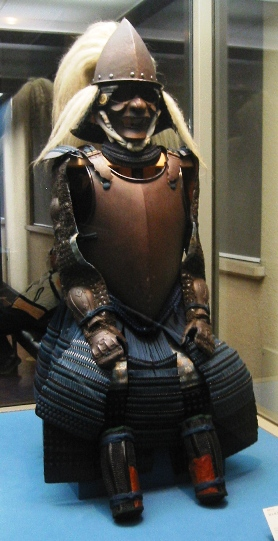
Намбан-До. Національний музей Токіо

### Намбан-гусоку
Буквально «обладунок південних варварів» — дуже дорогий і престижний обладунок на основі імпортної іспанської куленепробивної кіраси та іспанського шолома (доповненого японським запотиличником — Сікоро), іноді в комплекті з європейськими наплічниками — намбан-соде, що носиться з японськими частинами обладунків. При цьому, щоб уникнути іржі, імпортні частини обладунків покривали лаком (нерідко кольоровим). Що цікаво, шолом надягав задом наперед (запотиличник кріпився японськими майстрами так, що після цього шолом можна було носити тільки задом наперед, але зате гребінь шолома опинявся попереду), а панцерне намисто надягалось не під (як зазвичай в Європі), а демонстративно на кірасу.
Крім оригінальних імпортних обладунків, існували також і наслідування. Що стосується сприйняття європейців як варварів, то це пов'язано з великими культурними відмінностями того часу. Для порівняння: китайців і корейців варварами не називали, більш того, і в Японії та в Кореї головним видом писемності були китайські ієрогліфи, а місцева писемність використовувалася для допоміжних цілей (наприклад, в Японії для написання суфіксів і закінчень до слів, коріння яких записані китайськими ієрогліфами).

### Хатомуне-до (Омодака-до)
Буквально «голубині груди» — обладунок з опуклим ребром жорсткості посередині грудей, створений під враженням іспанських кірас, але в японському стилі. На відміну від іспанських кірас, ребро жорсткості могло мати додаткове наклепаного посилення, а сама кіраса могла бути виконаною зі смуг — в стилі окегава-до. Зазвичай такий обладунок носився в комплекті з японськими загостреними шоломами, створеними під враженням іспанських, такими як шолом-персик — мономарі-кабуто і шолом-жолудь — сіінарі-кабуто.

### Тамесі-гусоку
Буквально «перевірений обладунок» — дуже дорогий обладунок, куленепробивний (зі слідами куль), зазвичай це був намбан-гусоку, але міг бути й інший обладунок (наприклад, сендай-до).

### Татамі-до

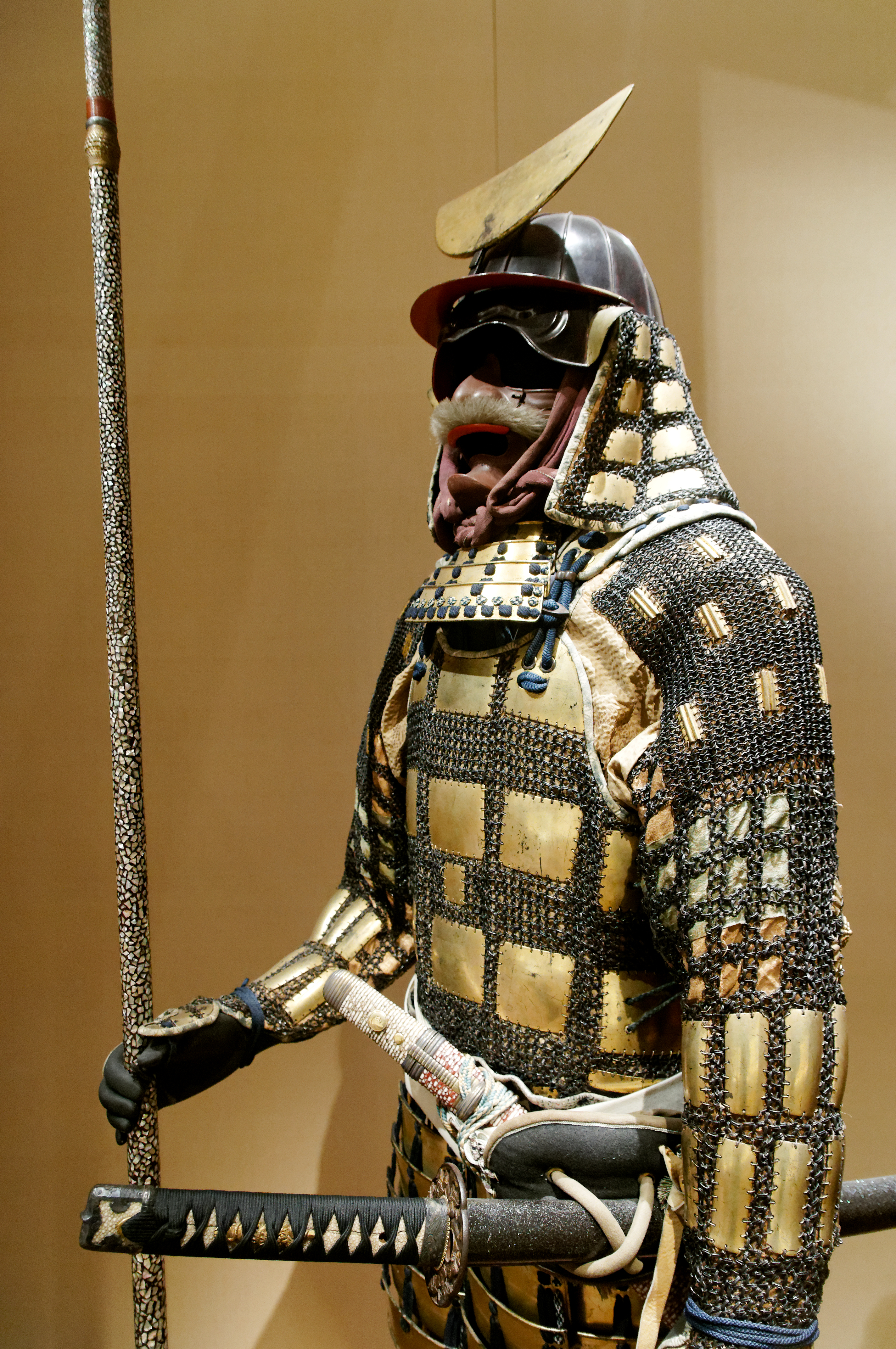
Татамі-до

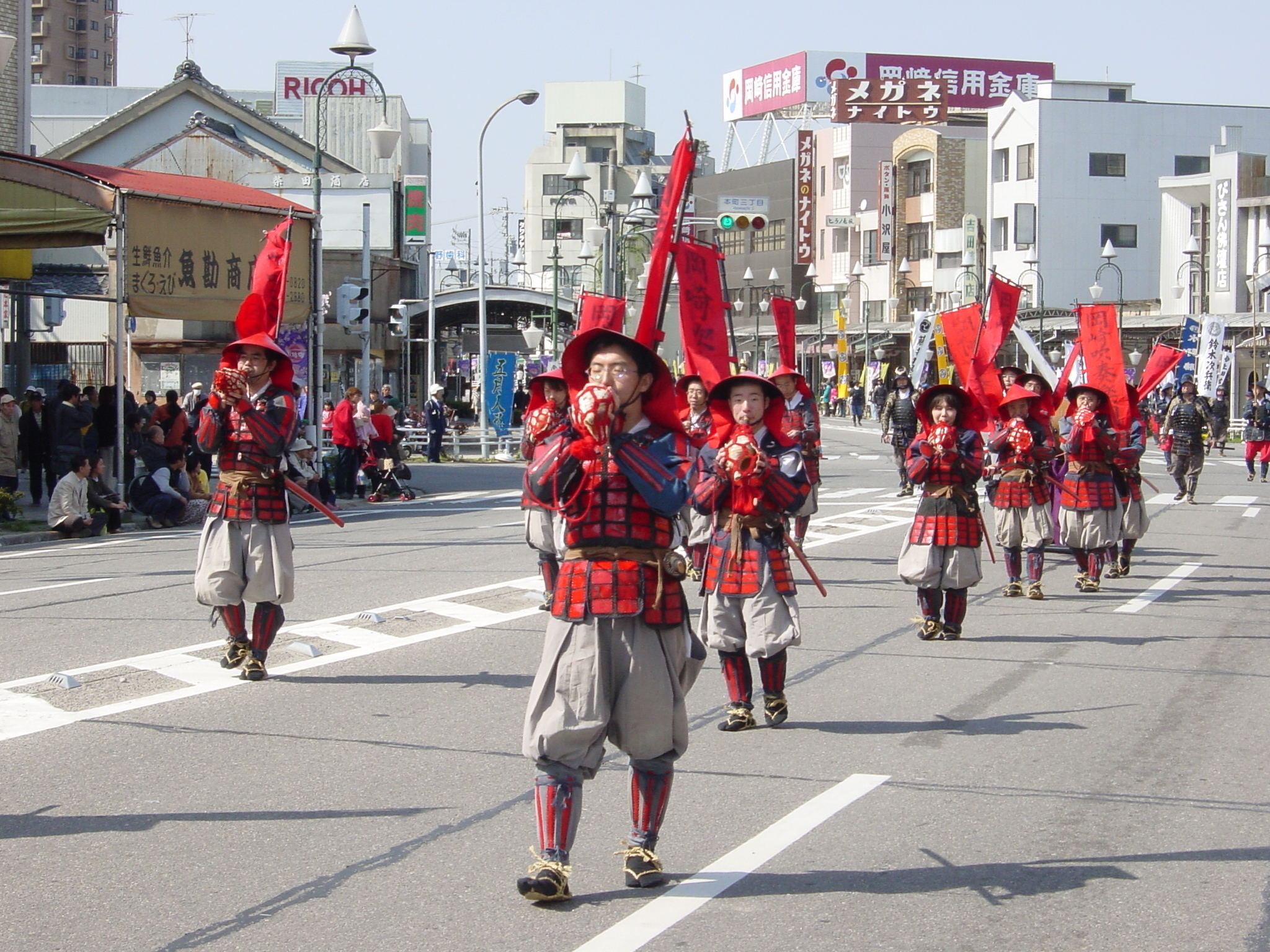
Асігару в татамі-до (окасі-гусоку)

Буквально «складаний обладунок» — дешевий складаний обладунок (часом зі складним же шоломом) з японської бригантини, на зразок близькосхідного кільчасто-пластинчастого обладунку, але для бідних. Найдешевші варіанти татамі-до були з японської кольчуги. Ніндзя також носили кольчуги під верхнім одягом, коли їм не була потрібна скритність.

### Окасі-гусоку
Буквально «позичав обладунок» — максимально дешевий піхотний обладунок з тонкої кіраси (часом тільки нагрудник) з ламінарною спідницею і шоломом у вигляді капелюха (званої дзінгаса), що видавався з арсеналів для асигару (власником обладунку вважався дайме). Пізніше при Тойотомі Хідейосі (який сам колись починав службу як асігару) все асігару були зведені в ранг самураїв, але при цьому набір нових асігару був заборонений.
Круглі капелюхи від цього обладунку (дзінгаса) іноді є джерелом комічних непорозумінь — люди, незнайомі з японськими обладунками, через їх круглої форми, часом помилково приймають їх за «самурайський щит». Насправді ж при самураї використовувалися тільки великі стаціонарні щити на кілька людей, що застосовувалися при облозі та штурмі фортець. А ручні щити зникли задовго до появи самурайського стану — при переході до кінного бою з використанням луків.
При цьому, на Окінаві, що була протягом століть незалежною від Японії державою, був відомий дерев'яний або плетений з лози кулачний щит, іменований тімбей, зазвичай застосовувався або з коротким списом — ротін, або з лопаткою для ворушіння рису — хера. Тобто явно не поєднується з самурайським комплексом обладунків та зброї, але при цьому цілком відповідний для окінавского кобудо з його широким використанням різноманітного підручного зброї, включаючи й сільськогосподарський інвентар.

## Конський обладунок — Ума-йерой

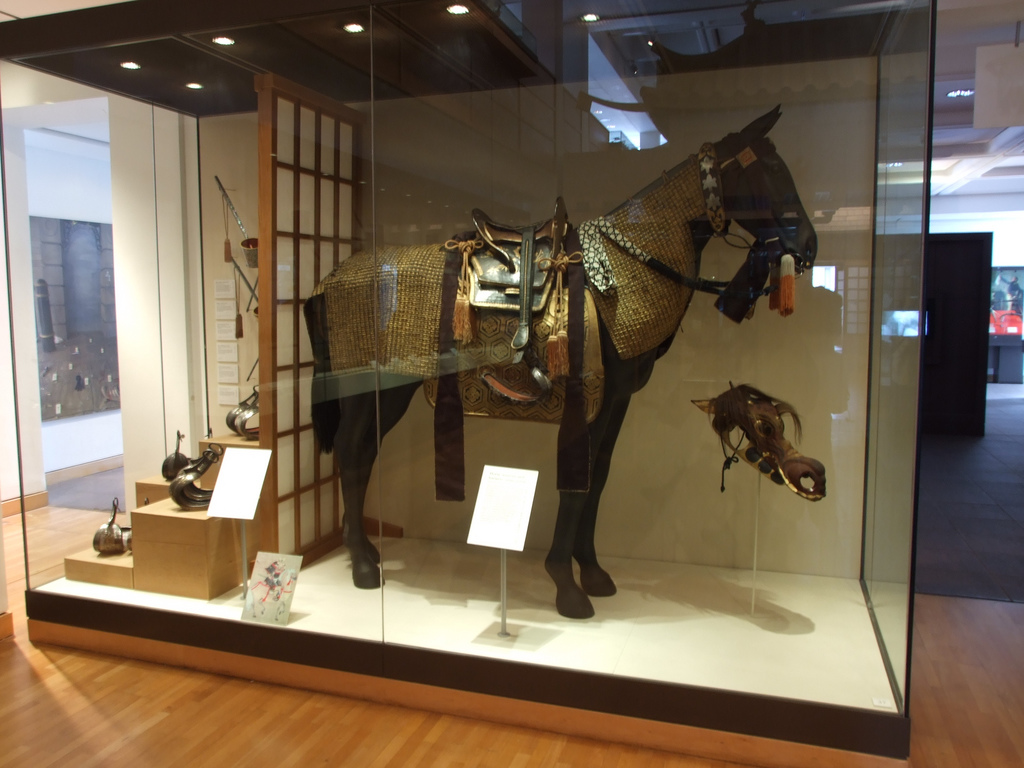
Ума-ерой — парадний кінський обладунок

Був винайдений в епоху Едо, коли війни вже закінчилися, у зв'язку з чим застосовувався тільки як парадний.

## Частини японського обладунку
1. кіраса — до 胴 (仏胴)
2. латна спідниця — кусадзурі (у ранніх обладунків) / гессан (у пізніх обладунків)草摺
3. набедреники — хайдате (стара назва: хідза-ерой)佩楯
фактично були латною спідницею, секції якої могли бути обв'язані навколо стегон (тобто необов'язково обв'язували) утворюючи подібності штанин
4. наколінники — тате-ОГЕ 立挙
5. наголінники — сунеате 臑当(篠臑当) 
замість наголінникив, асигару носили обмотки — кяхан, які надягалися самураями під наголінники(тобто носилися для амортизації ударів)
6. латне взуття / сабатони з окремим великим пальцем - когаке 甲懸 
кокаге зі шкіри посиленою пластинами та кольчугою надівалися поверх сандаль, менш відомі ніж знамениті черевики з ведмежої шкури — Куцу
7. наплічники — соде 袖(当世袖)
8. поручі — коте 籠手(篠籠手) 
переклад «поручі» є приблизними, бо тільки деякі варіанти коте були справжніми поручів, і найчастіше коте являли собою стебнований матерчатий рукав з нашитими пластинками та кольчугою (в ранніх варіантах нерідко без кольчуги). Що цікаво до моменту появи самурайського обладунку, а саме о-йерой, справжні поручі (захист передпліччя) були у до-самурайських обладунків, встигли повністю вийти з ужитку. І майже весь пізній Хейан захист рук обмежувалася лише наплічниками та рукавичками для стрільби з лука. Але в кінці Хейан — початку Камакура, з'явився наруч у вигляді стьобаного рукава з декількома нашитими пластинками (нерідко з лакованої шкіри, а не металу), призначений для захисту лівої руки тримає лук від удару тятивою. Причому, у зв'язку з особливою японською технікою стрільби з лука — юкаері, коли лук після стрілянини вільно провертається в його руці, удар тятивою міг припасти не до внутрішньої передпліччя, а по зовнішній. Що цікаво, техніка юкаері була призначена для уникнення удару тятивою по руці, і досвідчений стрілець використовуючи цю техніку, дійсно уникав такого удару, але в гарячці бою недосвідчений воїн все ж ризикував отримати удар тятивою. Знову з'явилися поручівиявилися також корисні та при фехтуванні, особливо з нагігатою і проти неї, у зв'язку з чим вже при перших регент Ходзьо, поручі стали носити на обох руках.
9. рукавиці та рукавички — текки (піврукавиці) і югаке (рукавички) 手甲(摘手甲) 
Текки - як правило був пластиною (нерідко у вигляді стилізованої долоні), яка входить у коте і прикриває тильну сторону долоні, в пізніх варіантах оснащену додатковою пластиною прикриває великий палець. Інші пальці зазвичай були або не захищені, або прикриті тільки частково.
Рукавички юкаге були призначені лише для захисту пальців при стрільбі з лука, і тому не давали достатнього захисту від холодної зброї.
10. вентиляційний отвір на верхівці шолома — техен 兜(日根野形頭形兜)
11. шолом — кабуто 腰巻
12. обвід — косімакі 眉庇 
широка пластина йде по нижньому краю шолома, крім його посилення служить також кріпленням для запотиличника. Імпортні європейські шоломи, які не мали цієї пластиною, спеціально оснащувалися нею з метою кріплення запотиличника
13. козирок / налобник — мабідзас і吹返
14. запотиличник / барміца — сікоро しころ(日根野しころ)
15. роги — кувагата (стилізовані) або вакі-дате (справжні) 立物(水牛の脇立) 
фігурна пластина кувагата вигнута назад-убік хоч і зазвичай мало форму стилізованих рогів, могла мати також і іншу форму
терміном вакі-дате (бічними дате), називалися не тільки справжні роги, а й будь-які прикраси прикріплені з боків шолома
16. прикраса — дате 立物(日輪の前立) 
мае-дате — передні прикраси; вакі-дате — бічні прикраси; касіра-дате — верхні прикраси; усіро- дате — задні прикраси
17. маска — менго 面頬(目の下頬)
18. бугівер (захист горла) — уодаре-каке (для маски) / нодава (окреме)垂
кріплення уодаре-каке було призначене для носіння з маскою, і тому уодаре-каке могло носитися тільки з нею; нодава навпаки не могло носиться з маскою
19. зав'язки шолома — кабуто-но-о 襟廻 
при носінні маски зав'язки шолома обв'язували навколо спеціально витягнутого для цієї мети підборіддя маски

## Галерея

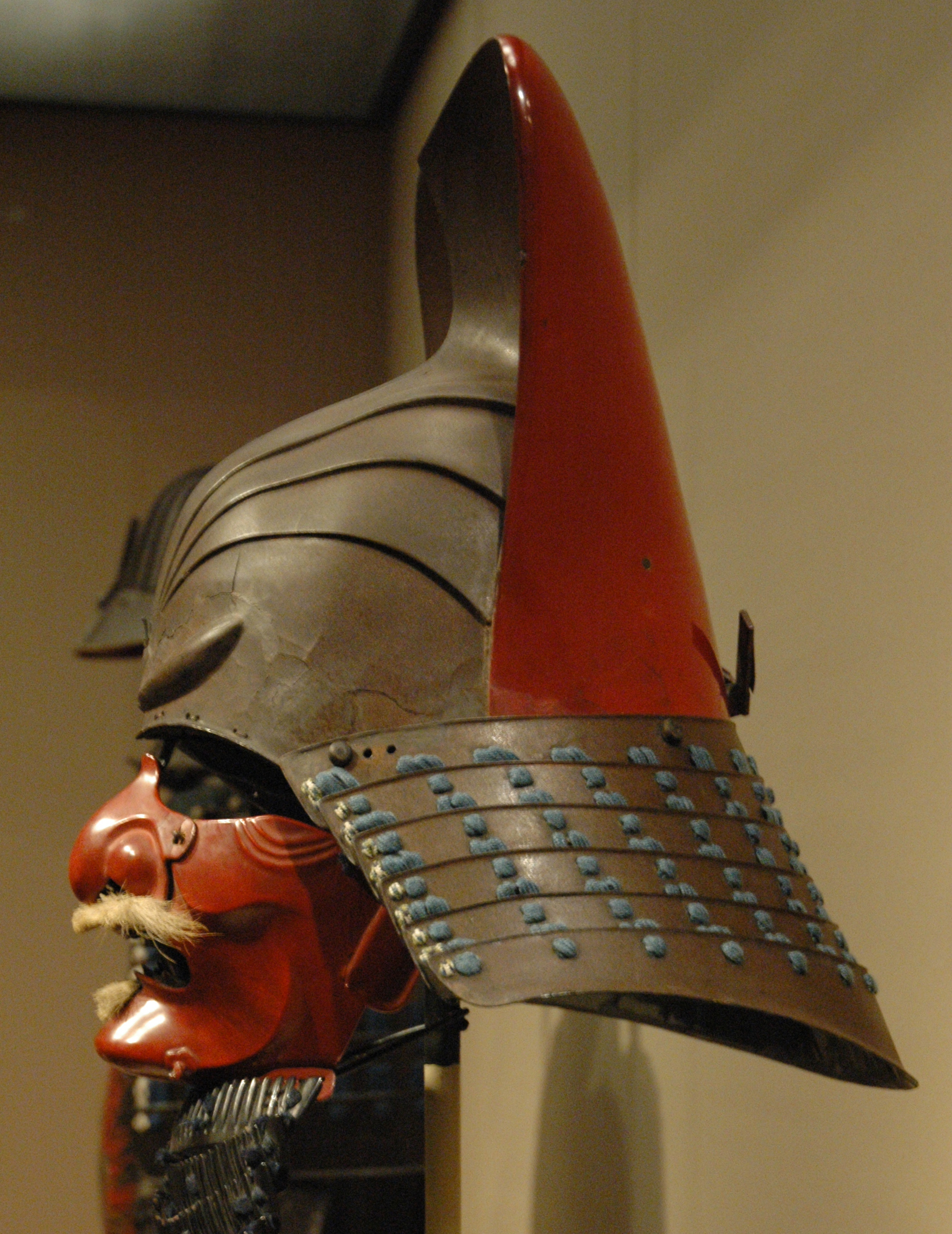
Шолом в формі горна з морської мушлі
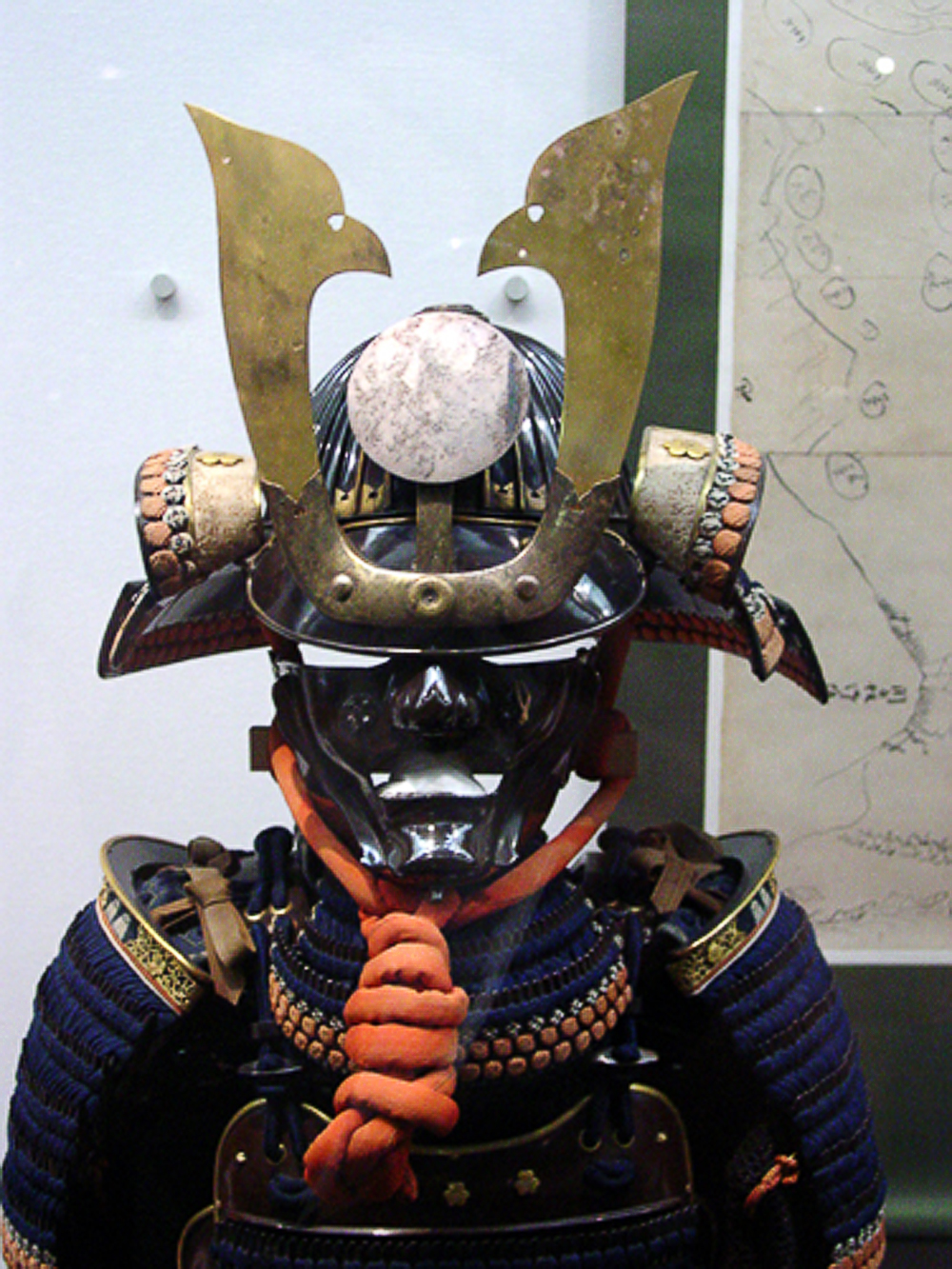
Маска самурая з декоративними рогами
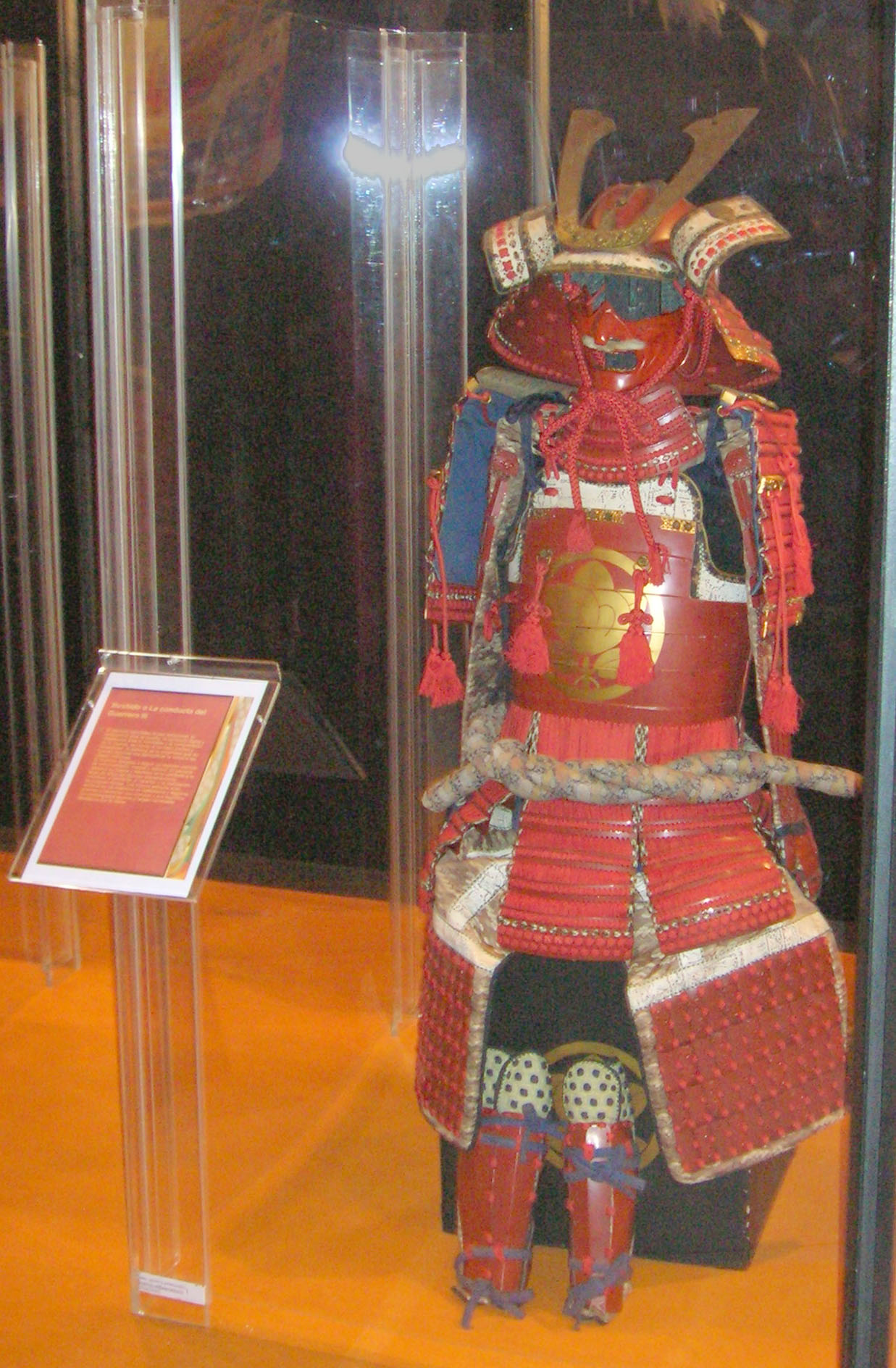
Окегава-до
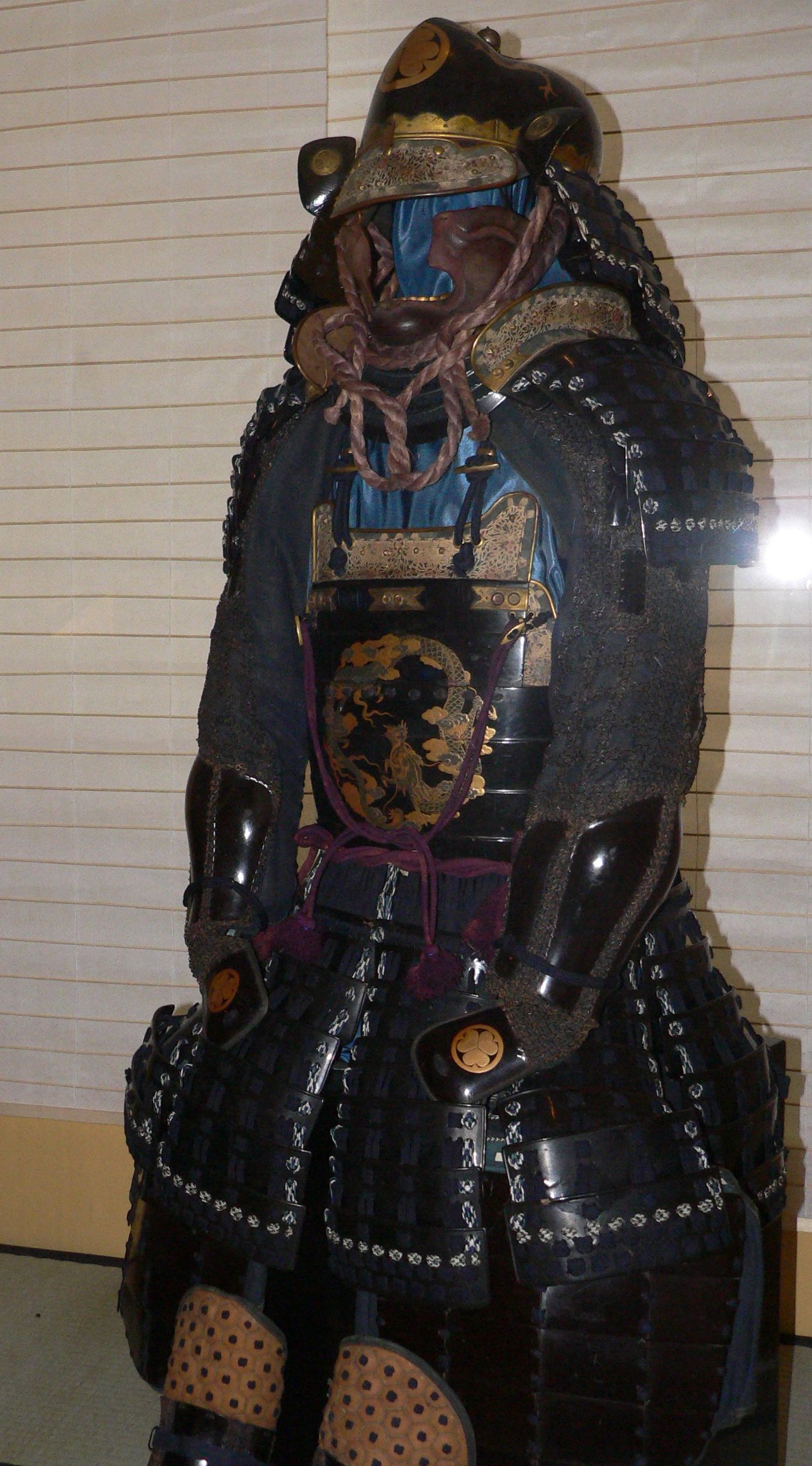
Окегава-до
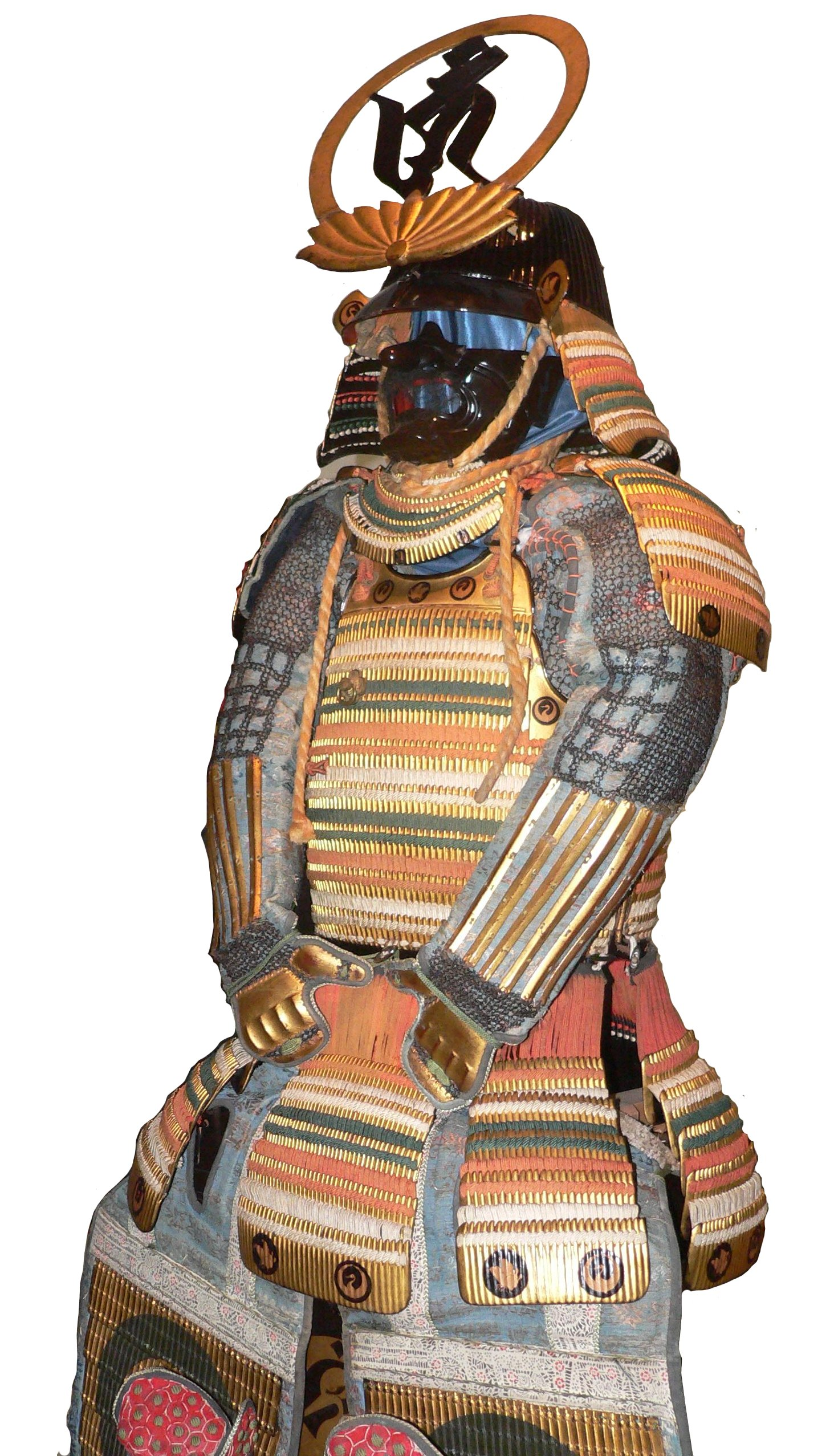
Тосей-гусоку
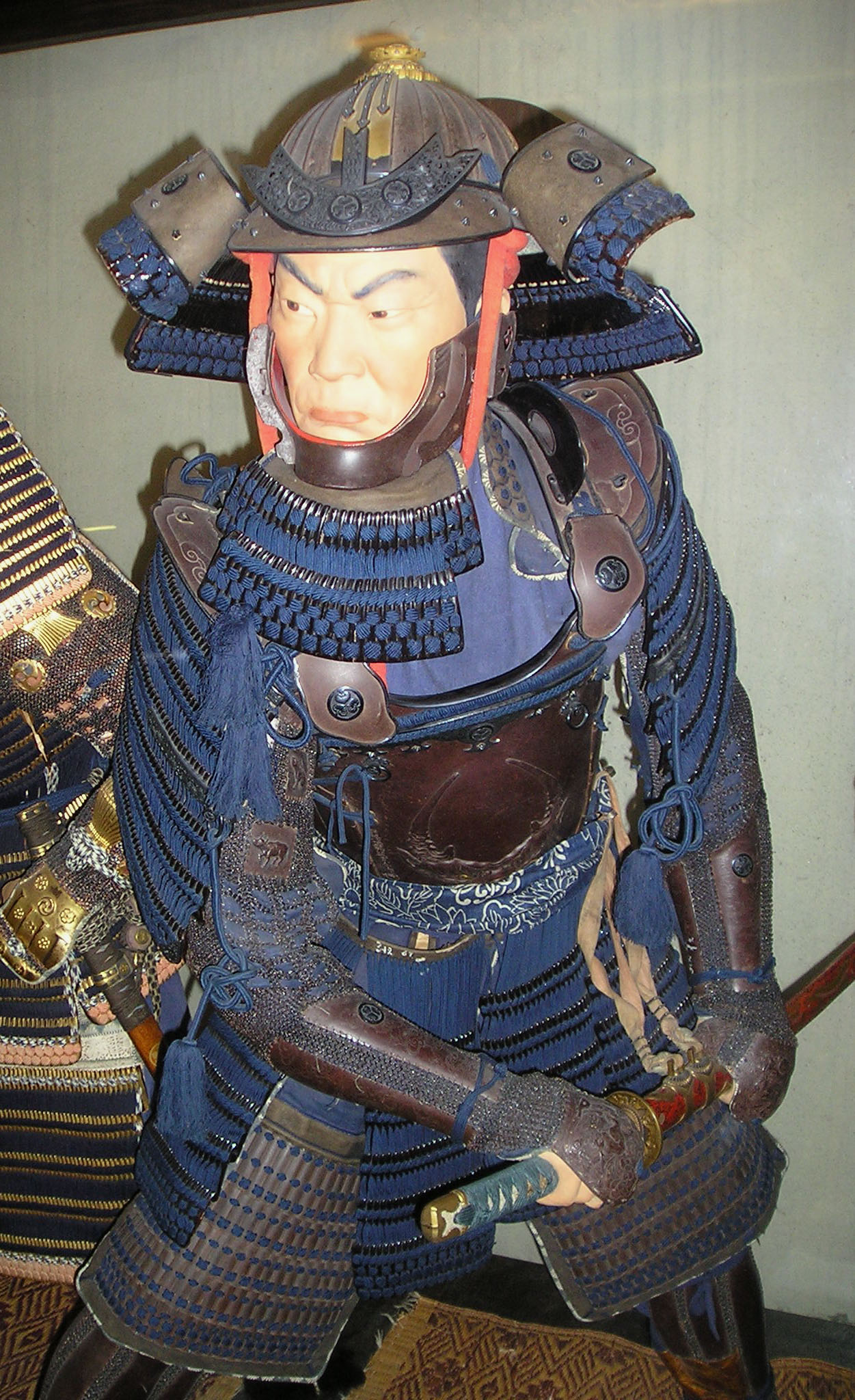
Юкіносіта-до